# دايجو ماتسوي
دايجو ماتسوي (باليابانية: 松居大悟؛ بالكانا: まつい だいご) هو كاتب مسرحي ورائد وكاتب سيناريو ومخرج ياباني، ولد في 2 نوفمبر 1985 في واكاماتسو-كو في اليابان.

## وصلات خارجية
- دايجو ماتسوي على موقع IMDb (الإنجليزية)
- دايجو ماتسوي على موقع أول موفي (الإنجليزية)
- دايجو ماتسوي على موقع قاعدة بيانات الفيلم (الإنجليزية)
- دايجو ماتسوي على موقع كينوبويسك (الروسية)